# Kula tłuszczowa dla ptaków

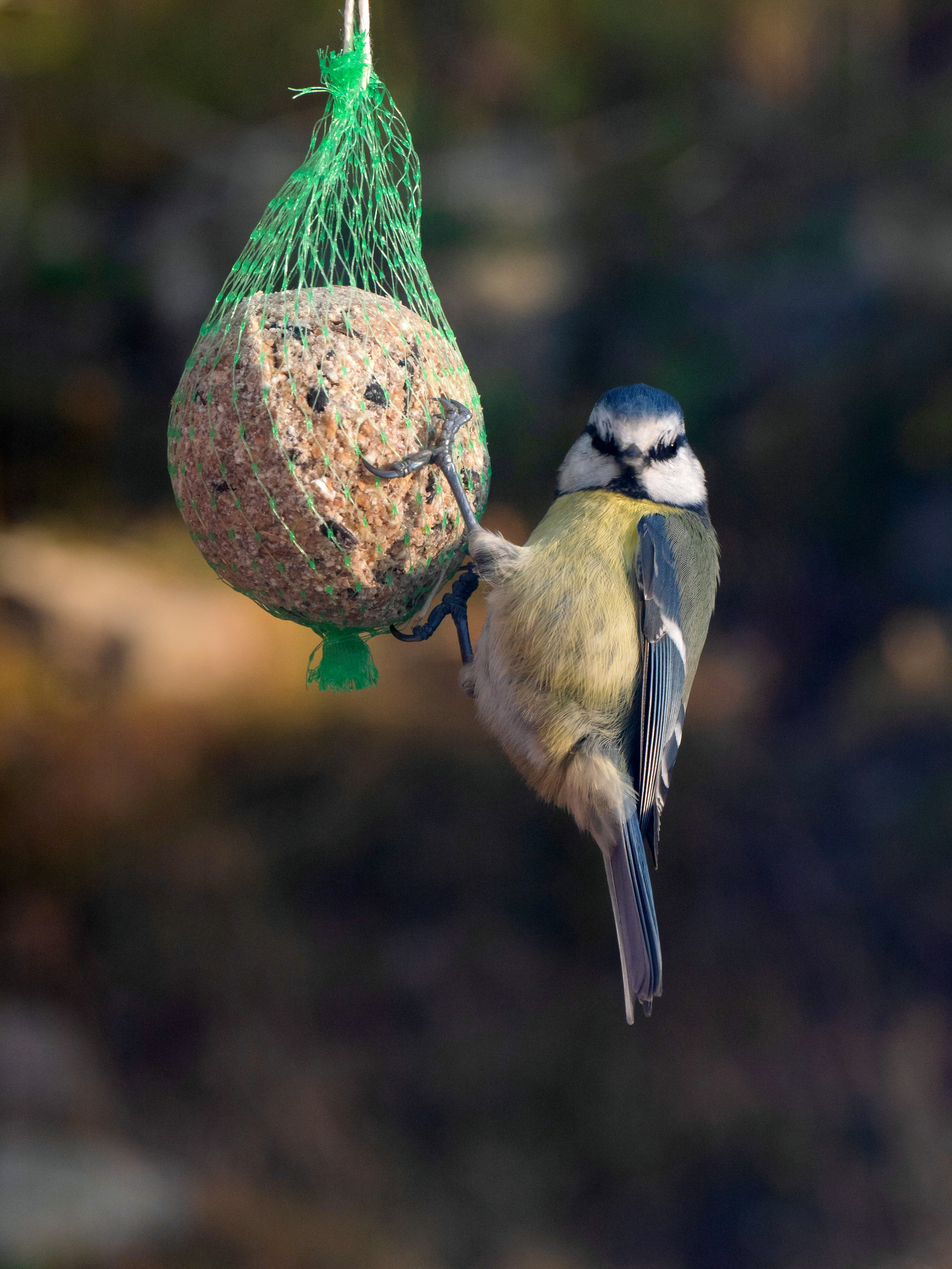
Modraszka zwyczajna na kuli tłuszczowej (2019)

Kula tłuszczowa dla ptaków znana również jako pyza dla ptaków – dodatek odżywczy dla dzikiego ptactwa stosowany w karmnikach dla ptaków. Zwykle składa się z nasion słonecznika i płatków pszennych lub owsianych zmieszanych z łojem, słoniną wieprzową lub olejem kokosowym. Inne mieszanki mogą również zawierać orzechy, owoce, mączniki i inne owady.
Oprócz kuli, która jest powszechna w Europie Północnej i Środkowej, dodatek odżywczy może przybierać różne kształty, takie jak prostokąt, pierścień czy koło. Gruba kula jest często sprzedawana w cienkiej plastikowej siatce umożliwiającej jej zawieszenie, na przykład na gałęzi lub na krzaku. Sieci mogą jednak stanowić zagrożenie dla innych gatunków, takich jak jelenie, które mogą znaleźć kulę i zjeść ją w całości. Inne rodzaje kuli tłuszczowej można umieszczać w zawieszanych klatkach.